# 7th Memorial 虹
『7th Memorial 虹』（セブンス・メモリアル・にじ）は、日本のシンガーソングライターである尾崎豊のコンピレーション・アルバム。
1998年11月11日に日本クラウンからリリースされた。本作は尾崎がメジャー・デビューする前に録音された未発表音源集となっており、1枚目には尾崎が所属していた「ASAKADAN」のアンプラグド・ライブの音源、2枚目には未発表音源のインストゥルメンタル・バージョンが収録されている。また両方ともに尾崎の秘蔵メッセージが収録されている。本作はオリコンアルバムチャートにおいて第15位となった。本作を含めた未発表音源作品に関して、尾崎の所属事務所であるアイソトープやファンクラブにおいて公式の作品とされていない。

## リリース、構成
本作は1998年11月11日に日本クラウンから2枚組CDでリリースされた。初回限定盤には尾崎の写真を使用したオリジナル・カレンダーが封入されているほか、尾崎のサイン入り携帯電話が入手できる企画も存在した。
1枚目にはデビュー以前に録音された尾崎豊本人による他アーティストのカバー曲と未発表のオリジナル曲や秘蔵メッセージ、2枚目には既存の楽曲のインストゥルメンタルと、「I LOVE YOU」の英語バージョンが収録されている（ボーカルは尾崎本人ではない）。1枚目は喫茶店で雑誌のインタビューを受けている尾崎のナレーション（音声）を除いて同年にリリースされた『14才の地図』（1998年）とほぼ同一音源である。しかし「嫌んなった」はイントロ部分がカットされ、なぜかサビに意図的にリピート処理がなされている。また、「流れにそって」は『14才の地図』では途中でフェードアウトするが、ここにはフルサイズで収録されている。

## 批評、チャート成績
| 専門評論家によるレビュー      | 専門評論家によるレビュー |
| レビュー・スコア              | レビュー・スコア         |
| 出典                          | 評価                     |
| ----------------------------- | ------------------------ |
| CDジャーナル                  | 否定的                   |
| 音楽誌が書かないJポップ批評35 | 否定的                   |

本作の存在意義や収録曲に対する批評家たちの評価は否定的なものとなっており、音楽情報サイト『CDジャーナル』では当時未発表音源集が複数作に分かれてリリースされていたことを受け、1作にまとめた「ANTHOLOGY」としてリリースすべきであると主張、また本作が1枚はインストゥルメンタルで1枚には尾崎によるさだまさしや井上陽水の弾き語りカバーが収録されていることを紹介した上で、「尾崎の『雨やどり』を聴いて感想を言うのも難しい」と否定的に評価した。また、音楽誌『別冊宝島1009 音楽誌が書かないJポップ批評35 尾崎豊 FOREVER YOUNG』においてライターの宮城正樹は、本作が「尾崎の歴史を少年時代にさかのぼった形」の作品であると紹介し、尾崎の弾き語りによるカバーについて「本当に尾崎の声なのだろうか」と疑義を呈した上で、「『声紋鑑定』に出すしか真偽のほどを判断する術はなさそうだ」として否定的に評価した。
本作はオリコンアルバムチャートにおいて、最高位第15位の登場週数2回で売り上げ枚数は2.8万枚となった。本作の売り上げ枚数は尾崎のアルバム売上ランキングにおいて第20位となっている。

## 収録曲
- CDブックレットに記載されたクレジットを参照[注釈 1][7]。

| #         | タイトル                 | 作詞       | 作曲       | オリジナル・アーティスト | 時間  |
| --------- | ------------------------ | ---------- | ---------- | ------------------------ | ----- |
| 1.        | 「尾崎 豊ナレーション1」 |            |            |                          | 0:53  |
| 2.        | 「S.Yさん」              | 因幡晃     | 因幡晃     | 因幡晃                   | 4:18  |
| 3.        | 「雨やどり」             | さだまさし | さだまさし | さだまさし               | 4:25  |
| 4.        | 「流れにそって」         | 尾崎豊     | 尾崎豊     |                          | 2:53  |
| 5.        | 「嫌んなった」           | 沖てる夫   | 憂歌団     | 憂歌団                   | 2:34  |
| 6.        | 「縁切寺」               | さだまさし | さだまさし | さだまさし               | 4:16  |
| 7.        | 「夏まつり」             | 井上陽水   | 井上陽水   | 井上陽水                 | 4:34  |
| 8.        | 「尾崎 豊ナレーション2」 |            |            |                          | 0:48  |
| 9.        | 「果てしない旅」         | 尾崎豊     | 尾崎豊     |                          | 6:55  |
| 合計時間: | 合計時間:                | 合計時間:  | 合計時間:  | 合計時間:                | 31:36 |

| #         | タイトル                 | 作詞      | 作曲      | 編曲                                         | 時間  |
| --------- | ------------------------ | --------- | --------- | -------------------------------------------- | ----- |
| 1.        | 「秋風」                 | 尾崎豊    | 尾崎豊    | 栗本修                                       | 5:27  |
| 2.        | 「ダンスホール」         | 尾崎豊    | 尾崎豊    | 栗本修                                       | 4:14  |
| 3.        | 「果てしない旅」         | 尾崎豊    | 尾崎豊    | 栗本修                                       | 4:58  |
| 4.        | 「Street Blues」         | 尾崎豊    | 尾崎豊    | 西本明                                       | 6:40  |
| 5.        | 「尾崎 豊ナレーション3」 |           |           |                                              | 0:54  |
| 6.        | 「I LOVE YOU」           | 尾崎豊    | 尾崎豊    | 栗本修／コーラス・アレンジ: ドリアン・ライト | 5:13  |
| 合計時間: | 合計時間:                | 合計時間: | 合計時間: | 合計時間:                                    | 27:26 |

## スタッフ・クレジット
- CDブックレットに記載されたクレジットを参照[8]。

### 参加ミュージシャン
DISC:1
- 尾崎豊 – ボーカル、アコースティック・ギター

DISC:2
- 濱田尚哉 – ドラムス
- 是方博邦 – ギター
- 木藤政行 – ギター
- 六川正彦 – ベース
- 後藤輝夫 – サクソフォーン
- 栗本修 – キーボード
- ドリアン・ライト – コーラス（6曲目）
- 篠崎正嗣 – ヴァイオリン
- 城戸喜代 – ヴァイオリン
- 大沼幸江 – ヴィオラ
- 山本裕康 – チェロ

### 制作スタッフ
- 佐藤継雄 – ディレクター
- 進藤雄一 – マスタリング・エンジニア
- 三倉俊一 (CRC) – アートディレクター、デザイン

## チャート
| チャート         | 最高順位 | 登場週数 | 売上数  | 出典  |
| ---------------- | -------- | -------- | ------- | ----- |
| 日本（オリコン） | 15位     | 2回      | 2.8万枚 | [ 1 ] |